# Дојл (Тексас)
Дојл (енгл. Doyle) насељено је место без административног статуса у америчкој савезној држави Тексас.

## Демографија
По попису из 2010. године број становника је 254, што је 31 (-10,9%) становника мање него 2000. године.
| Група             | 2000.       | 2010.       |
| Белци             | 147 (51,6%) | 131 (51,6%) |
| Афроамериканци    | 2 (0,7%)    | 0 (0,0%)    |
| Азијати           | 0 (0,0%)    | 1 (0,4%)    |
| Хиспаноамериканци | 124 (43,5%) | 110 (43,3%) |
| Укупно            | 285         | 254         |